# Sult (roman)
 For alternative betydninger, se Sult (flertydig). (Se også artikler, som begynder med Sult)
Sult er den norske forfatter Knut Hamsuns debutroman. Romanen er udgivet i 1890 og regnes den dag i dag som et af de største værker nogensinde indenfor norsk litteratur såvel som indenfor verdenslitteraturen.
Få i dag har læst den oprindelige Sult. Hamsun foretog en gennemgribende revision af bogen mindst fire gange: Før genudgivelser i 1899, 1907, 1916 og 1934. I 1890 henviste han stolt til bogens blasfemiske afsnit; men allerede i 1899 fjernede han to af dem. Tiraden afsluttes med: "Jeg siger dig, jeg vil spotte dig ud på Dommens Dag og bande dig Tænderne ud af min Mund for din Guddoms endeløse Ynkelighed."

## Tilblivelse
Hamsun gik i land i København 17. juli 1888 og pantsatte sin frakke for seks kroner, hvorpå han lejede et værelse i Sankt Hans gade 18 på Nørrebro og levede i den yderste fattigdom, mens han forfattede romanen Sult. I dag er en mindetavle opsat på ejendommen. Hamsun beskrev boligforholdene i et brev 2. december 1888: "Jeg kan ikke arbejde, ikke godt, ikke fint. Jeg sidder her paa en Kvist, hvor det blæser gennem Væggene; her er ingen Ovn, næsten intet Lys, blot en eneste liden Rude oppe i Taget. Jeg kan heller ikke godt gaa ud nu, siden det blev koldt, det er for smaat med Klæder." Men straks han havde penge mellem hænderne, kunne han feste i flere døgn, og tyggede rå kaffebønner mod sine tømmermænd.
Edvard Brandes afviste først Sult-uddraget som for fjernt fra avisen; men grebet af Hamsuns forkomne udseende stak han ham to kroner; derefter sendte han 20 kroner i posten, og fik forlagsredaktør Gustav Philipsen til at antage uddraget. Ny jords redaktør Carl Behrens spillede også en væsentlig rolle. Uddraget blev trykt anonymt, fordi det blotstillede Hamsun så meget. Men det vakte så stor opsigt, at forfatterens navn snart blev kendt. Strindberg var flyttet til København i efteråret 1887 efter skandalen med Giftas; ved et tilfældigt møde på Kongens Nytorv opfordrede Georg Brandes ham til at læse Nietzsche, som han blev henrykt for. Med Strindberg og Hamsun gående løs i København, havde Georg Brandes udløst et skred. "Ingen har i mine yngre dage gjort det indtryk på mig som Dostojevskij, Nietzsche og Strindberg," sagde Hamsun i 1929.
Hamsun fik 100 kroner fra Ny jord, og for pengene tog han over til Sverige, hvor han gik til fods til Göteborg. Julen 1888 tilbragte han hos ægteparret Amalie og Erik Skram; julen 1889 var han hos Georg Brandes, der dog snart distancerede sig fra den ukultiverede Hamsun. Amalie Skram sagde om Hamsun, at han var "genial", men "vankundig", og hans skolegang var da også meget mangelfuld.

## Hamsun og Dostojevskij
Der gik halvandet år fra udgivelsen af fragmentet til det færdige værk Sult. I mellemtiden havde Hamsun ændret tema, inspireret af Forbrydelse og straf. Sult er skrevet som en parodi på Dostojevskijs værk. Ligesom Raskolnikov er Sults hovedperson en ung mand, der bor på et usselt værelse uden penge til huslejen. Begge sulter og sanser omverdenen helt overspændt. De deler en aristokratisk foragt for dem, de anser som laverestående mennesker; sådan begrunder Raskolnikov sit mord på pantelånersken. Jeg-personen i Sult ser ned på halte og blinde; men hvor Raskolnikov begår et mord, nøjer Hamsuns hovedperson med at stjæle Hans Paulis grønne sengetæppe og forgribe sig på nogle penge. Det hele er en lavkomisk forvrængning af Dostojevskijs højstemte moralsfære. Sult mangler også den bevidstgørelse, Raskolnikov gennemgår. Hamsun havde nu læst Nietzsche, og hans hovedperson ligeså frigjort sig fra en verden belemret med Gud, moral og samvittighed.
Lige før Hamsuns næste roman Mysterier udkom, blev han anklaget for at have plagieret Dostojevskis novelle "Spilleren" med sin novelle "Hazard". Fischers forlag i Berlin afslog derfor at udgive Mysterier. Millionæren Albert Langen fra München stiftede nu sit forlag, først og fremmest for at udgive Mysterier på tysk. Langens forlag understøttede også Hamsun, mens han skrev Pan og de efterfølgende bøger; så Hamsuns europæiske berømmelse blev grundlagt i Tyskland, og det glemte Hamsun aldrig. Også Sult virker inspireret af Dostojevskij, især Forbrydelse og straf, mens Hamsun selv erklærede, at han ikke havde læst nogetsomhelst af Dostojevskij, da hans første bøger udkom; men i et brev til Georg Brandes pralede han selv af, at "hvis vi tælled efter, tror jeg ikke, at der skal findes flere sjælelige Rørelser i for eksempel Raskolnikov end i [Sult]".

## Handling
Romanen er løst baseret på Hamsuns egne oplevelser som ung sultende mand i Kristiania, og skrevet i jeg-form. Hovedpersonen prøver at etablere sig som forfatter i hovedstaden, men balancerende på sultegrænsen må han indse, at han måske vil ende med at måtte tage hyre på en båd; sådan går det også. Han prøver fortvivlet at holde på sin værdighed, og giver en fattig forbipasserende "penge til mælk", skønt han selv er ved at dø af sult og har desperat brug for pengene - hans hår falder af i totter, og hans humør svinger voldsomt.
Hamsun ankom byen i januar 1880 og beskriver et tilfældigt møde på gaden med to unge damer, den ene kalder han Ylajali. Hun bor på St. Olavs plads 2, og hver aften kaster han et forsigtigt blik op mod hendes vinduer. Hun menes at have været hofdamen og malerinden Ida Wedel Jarlsberg (1855-1929). Hendes bror var kammerherre på Oslo slot hos kong Oscar 2. af Sverige og Norge, og hendes fætter boede på første sal i murgården St. Olavs plads 2. Men allerede i maj 1880 var Hamsun rejst videre til Toten for at være vejarbejder. Ida Wedel Jarlsberg var en tid hofdame for dronning Sophie på Stockholms slot. Tilbage i Kristiania åbnede hun et kvindehjem med undervisning i engelsk, og sammen med Birgitte Esmark stiftede hun Unge Kvinders Kristelige Samfund (UKKS), den senere Kristelig forening for unge kvinder (KFUK). Hun var også meget aktiv i afholdsbevægelsen.
Sult blev filmatiseret i 1966 som filmen Sult, instrueret af Henning Carlsen, der også skrev manuskriptet, sammen med forfatteren Peter Seeberg. Hovedrolleindehaveren Per Oscarsson vandt guldpalmen i Cannes for sit spil.